# Potencial evocado auditivo miogênico vestibular

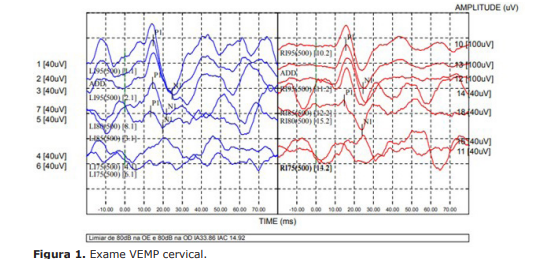
Traçado de um resultado de exame de cVEMP

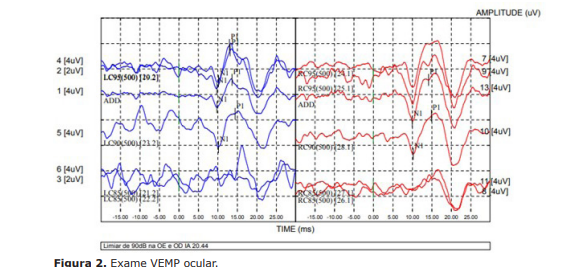
Exemplo de um resultado de exame de oVEMP

O potencial evocado miogênico vestibular (VEMP) é uma exame otoneurológico complementar que pode ser utilizado para avaliar e inferir informações sobre a via do reflexo vestíbuloespinal e do reflexo vestíbulo ocular.
O VEMP é captado por via muscular a partir de um estímulo acústico de alta intensidade sonora e se trata de um potencial de média latência. Esse potencial é gerado nas células sensoriais da mácula sacular, que por sua vez, encontra-se no sáculo disposto verticalmente na porção inferior do labirinto membranoso. Este potencial pode ser avaliado por via cervical (cVEMP) e por via ocular (oVEMP).[carece de fontes?]

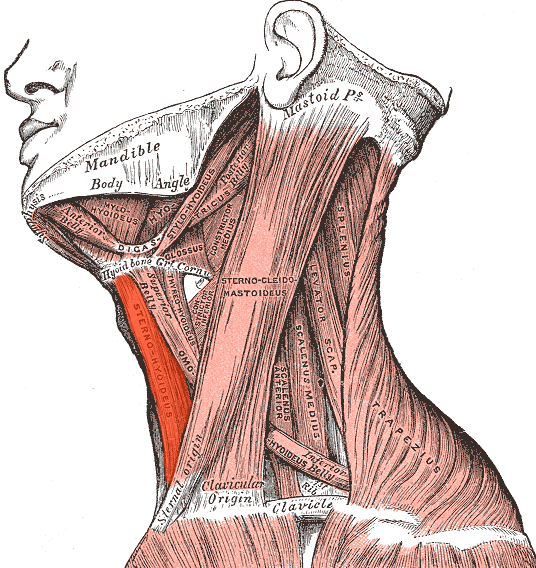
Músculo do esternocleidomastoideo onde é captado o exame do (cVEMP)

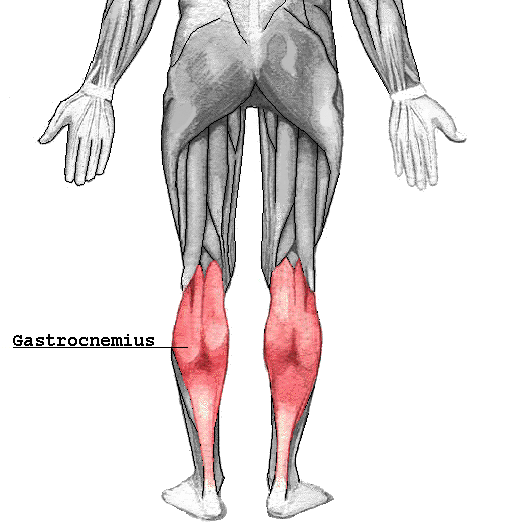
Região da musculatura gastrocnêmia que é possível captar o exame de VEMP

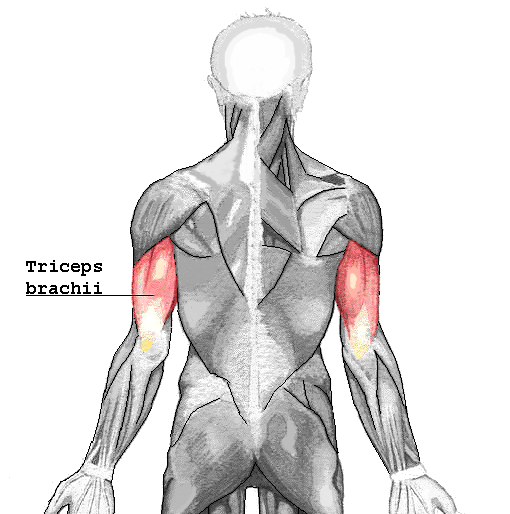
Musculatura que pode ser captado o exame de VEMP

Quando realizado o potencial evocado miogênico vestibular cervical é avaliado o reflexo vestíbulocervical inibitório, para que o mesmo seja captado necessita de um adequado funcionamento das seguintes estruturas da via vestibular: mácula sacular, nervo vestibular inferior, núcleos vestibulares, vias vestibuloespinais e do músculo efetor. O cVEMP pode ser captado com a contração do músculo esternocleidomastoideo, porém este mesmo potencial é possível ser captado em outras regiões musculares, como do tríceps e/ou do gastrocnêmio. Por sua vez, o potencial evocado miogênico vestibular ocular avalia o reflexo vestíbulo-ocular, a via vestibular superior e a via contralateral ascendente. 

## Histórico
Na literatura, o VEMP foi descrito por Colebatch & Halmagyi em 1992 a partir de uma indução feita a partir de um estímulo acústico tipo clique no músculo esternocleidomastoideo (ECM). O cVEMP mede uma inibição da atividade muscular transitória da musculatura avaliada ipsilateralmente, enquanto, o oVEMP mede a inibição transitória da musculatura contralateral ascendente.

## Aplicabilidade Clínica
O VEMP pode ser utilizado para avaliar doença de Meniére, neurite vestibular, Schwannoma vestibular, síndrome da deiscência do canal semicircular superior, migrânea vestibular, doença de Parkinson, lesões centrais isquêmicas, mielopatias motoras.